# Мішин Михайло Петрович
Миха́йло Петро́вич Мішин (1906 — вересень 1941) — радянський партійний діяч, 3-й секретар Київського обкому КП(б)У, один із організаторів оборони Києва у 1941 році.

## Біографія
Член ВКП(б). Перебував на партійній роботі.
До лютого 1939 року — інструктор сільськогосподарського відділу ЦК КП(б)У.
З лютого 1939 року — помічник 1-го секретаря Київського обласного комітету КП(б)У Микити Хрущова.
8 лютого — вересень 1941 року — 3-й секретар Київського обласного комітету КП(б)У.
На початку радянської-німецької війни був членом штабу оборони Києва. Загинув у вересні 1941 році під час оборони Києва. Похований в Києві на Байковому кладовищі (ділянка № 1). В 1947 році від виконавчого комітету Київської міської ради на могилі встановлено надгробний пам'ятник.

## Пам'ять
1963 року на Чоколівці в Залізничному (нині Солом'янський) районі Києва на його честь було названо вулицю (нині — вулиця Сім'ї Ідзиковських), на будинку № 1/52 якої 26 травня 1965 року було встановлено відповідну мармурову анотаційну дошку.

## Зображення

Надгробок
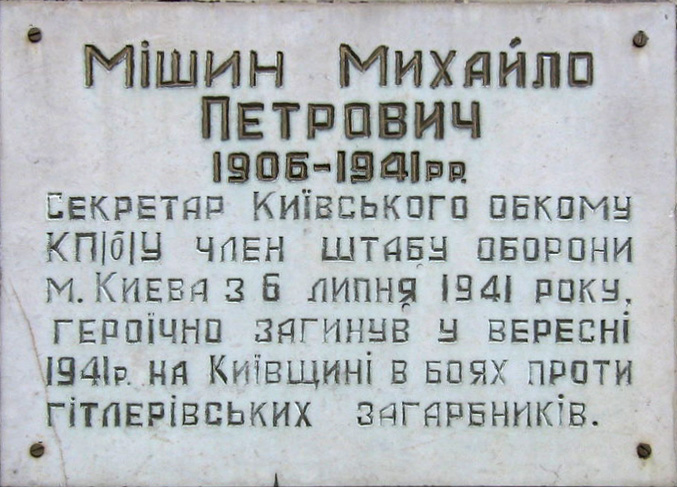
Анотаційна дошка (знищена в 2017 році)